# 48 Persei
48 Persei (c Persei), è una stella nella costellazione di Perseo di magnitudine apparente +3,96, distante 477 anni luce circa dal sistema solare.

## Osservazione
Caratterizzata da una declinazione fortemente settentrionale, la sua osservazione è più facile dalle regioni dell'emisfero boreale terrestre, dove si mostra molto alta sull'orizzonte nelle sere dell'autunno e dell'inizio dell'inverno, ossia quando Perseo raggiunge il punto più alto sull'orizzonte. Dall'emisfero australe l'osservazione risulta un po' penalizzata, ed avendo una declinazione di +47° risulta invisibile nei luoghi più a sud della latitudine 43°S.

## Caratteristiche fisiche
48 Persei è una stella bianco-azzurra di sequenza principale di tipo spettrale B3Ve, dove la "e" indica la presenza di linee di emissione nel suo spettro. La stella è infatti una stella Be, un tipo di calde stelle di classe B caratterizzate da un'alta velocità di rotazione e circondate da un disco equatoriale di materia persa dalla stella stessa, che è la causa delle linee di emissione. La velocità di rotazione su sé stessa della stella è come minimo di 190 km/s, tuttavia essa potrebbe arrivare a 370 km/s, in quanto si stima che il suo asse di rotazione sia inclinato di 31º rispetto alla linea di vista dalla Terra.
48 Persei ha una massa e un raggio sette volte quelli del Sole e una temperatura superficiale di 17200 K. È 600 volte più luminosa della nostra stella in luce visibile, tuttavia, prendendo in considerazione la radiazione ultravioletta che una stella così calda emette, essa è quasi 4000 volte più luminosa del Sole.
La stella è anche una variabile del tipo Gamma Cassiopeiae, per questo riceve anche la denominazione di MX Persei. La variazione di luminosità è di 0,09 magnitudini nell'arco di 72 giorni.